# Pia Hansen
Pia Carina Hansen Larsson (Ignaberga, 25 settembre 1965) è una tiratrice a volo svedese.

## Biografia
Nata a Ignaberga, nel comune di Hässleholm, in Svezia, nel 1965, ha iniziato a tirare a volo nel 1986, a 12 anni, partecipando alle prime competizioni internazionali nel 1994, a 29 anni.
Nel 1999 ha vinto un argento mondiale a Tampere, in Finlandia, terminando seconda nel double trap dietro solo alla finlandese Pia Julin e un argento europeo, sempre nel double trap, a Poussan, in Francia.
L'anno successivo, a 34 anni, ha ottenuto un bronzo europeo a Montecatini Terme 2000 nel double trap e partecipato per la prima volta ai Giochi olimpici, quelli di Sydney 2000, dove si è classificata ottava con 64 punti nella gara del trap, non riuscendo ad accedere alla finale a 6 per una lunghezza, e dove ha vinto l'oro nella sua specialità, il double trap, imponendosi con il record olimpico di 148, 4 punti in più dell'italiana Deborah Gelisio.
Nel 2001 e 2002 ha ottenuto due medaglie europee nel double trap: un argento a Zagabria 2001 e un bronzo a Lonato del Garda 2002.
Nel 2004 è stata invece campionessa europea nel double trap a Nicosia 2004, dove ha ottenuto anche un bronzo nella gara di trap e ha partecipato per la seconda volta ai Giochi, quelli di Atene 2004, dove si è piazzata nona sia nel trap, con 105 punti, che nel double trap, con 58, non riuscendo in nessuno dei due casi ad accedere alla finale a 6.

## Palmarès

### Giochi olimpici
- 1 medaglia:
  - 1 oro (Double trap a Sydney 2000)

### Campionati mondiali
- 1 medaglia:
  - 1 argento (Double trap a Tampere 1999)

### Campionati europei
- 6 medaglie:
  - 1 oro (Double trap a Nicosia 2004)
  - 2 argenti (Double trap a Poussan 1999, double trap a Zagabria 2001)
  - 3 bronzi (Double trap a Montecatini Terme 2000, double trap a Lonato del Garda 2002, trap a Nicosia 2004)